# 경숙군주
증 경숙군주(贈 慶淑郡主, 1637년 - 1655년)는 조선 후기의 왕족, 공주로 인조의 아들 소현세자 이왕과 민회빈 강씨의 장녀이다. 이름은 미상이다.
1636년(인조 13) 병자호란을 발발 후 이듬 해 1637년 삼전도에서 항복을 하게 되고, 강화조약에 따라서 소현세자와 민회빈 강씨, 봉림대군(효종)과 그의 부인 장씨(인선왕후) 등과 함께 청나라 선양에 볼모로 잡혀간다. 그도 태어나자 마자 청나라로 가서 볼모로 생활하였다.
아버지가 세자의 신분이었지만 그는 군주 작위를 받지 못했다. 1644년 명나라의 마지막 황제 숭정제가 자살하고 명이 멸망하자, 1645년 정월 소현세자와 민회빈 강씨는 8년간의 억류생활을 끝마치고 조선에 귀국하게 된다. 그러나 아버지 소현세자는 귀국 직후 의문의 독살을 당하게 된다. 소현세자 사후 어머니 민회빈 강씨를 따라 출궁했는데, 어머니 민회빈 강씨가 수라에 독을 탔다는 누명을 쓰고 1646년 4월 30일/음력 3월 15일 사사되었다. 훗날 효종의 배려로 다시 입궁하게 된다.
1650년(효종 1) 8월 9일 효종의 명으로 현감을 지낸 능성 구숙(具橚)의 아들 구봉장(具鳳章)에게 하가하였다. 1655년에 사망하였는데, 사망 원인은 알려져 있지 않다. 그러자 경숙군주의 고양이는 먹이를 먹지 않고 9일 만에 굶어 죽어 경숙군주의 묘 밑에 고양이를 묻어줬고 해마다 시제를 올릴 때 고양이 무덤에도 헌주를 하였다고 한다.
사후 1659년(효종 10) 음력 윤 3월 4일 효종의 특명으로 경숙군주에 추봉되었다. 또한 남편 구봉장은 증 능창부위(贈綾昌副尉)에 추증되었다.

## 가족 관계
- 할아버지 : 인조
  - 아버지 : 소현세자 왕(昭顯世子, 1612년 ~ 1645년)
  - 어머니 : 민회빈 강씨(愍懷嬪 姜氏, 1611년 ~ 1646년 4월 30일/음력 3월 15일)
    - 언니 : 군주(郡主, 1629~1631)
    - 언니 : 군주(郡主, 1631~1640)
    - 오빠 : 증 경선군(贈 慶善君 李栢) 또는 원손 이석철(元孫 李石鐵, 1636년 음력 3월 25일 ~ 1648년 음력 9월 18일)
    - 남동생 : 증 경완군 이석린(慶完君 李石磷, 1640년 ~ 1648년 음력 12월 23일)
      - 양 조카 : 증 임영군 이의저(臨寧君 李義著), 성종의 13째 서자 영산군 이전(寧山君 李恮)의 7대손

    - 여동생 : 경녕군주(慶寧郡主, 1642년 - 1682년) - 행금창부위(行錦昌副尉) 박태정(朴泰定)에게 하가
    - 여동생 : 경순군주 이정온(慶順郡主 李正溫, 1643년 - 1697년) - 황창부위(黃昌副尉) 변광보(邊光輔)에게 하가
    - 남동생 : 경안군 이회(慶安君 李檜, 1644년 10월 5일 ~ 1665년 9월 22일) 또는 이석견(李石堅)

  - 숙부 : 효종
- 남편 : 구봉장(具鳳章, 1638-1658)
  - 1남 : 구정상(具鼎相, 1653-1704) 
    - 손자 : 구만선(具萬善, 1673~1723)
    - 손자 : 구만희(具萬喜, 1677~1750)
    - 손자 : 구만길(具萬吉, 1682~1706)
    - 손녀 : 이석록 처 능성구씨(李錫祿 妻 綾城具氏)
    - 손녀 : 이진급 처 능성구씨(李眞級 妻 綾城具氏)

- 외할아버지 : 강석기(姜碩期)

## 같이 보기
- 병자호란
- 정묘호란
- 민회빈 강씨
- 소현세자
- 인평대군
- 용성대군
- 경순군주